# アレクセイ・ベレズツキー
アレクセイ・ベレズツキ（ロシア語: Алексей Владимирович Березуцкий, 1982年6月20日 - ）は、ロシアの元サッカー選手、サッカー指導者。元ロシア代表。ポジションはディフェンダー。現在はロシアサッカー・プレミアリーグ・PFC CSKAモスクワの監督を務めている。

## 経歴

### クラブ
1999年にトルペド-ZILモスクワでプロデビュー。2001年にCSKAモスクワに加入。
2009年11月3日に行われたUEFAチャンピオンズリーグ 2009-10のグループリーグ第4節のマンチェスター・ユナイテッドFC戦の後に行われたドーピング検査では陽性反応が出た。CSKA側はカゼ薬(Sudafed)を投与した事、メディカルスタッフの手続き上のミス、との声明を出した。UEFAの広報担当者はクラブや選手について「運動能力向上のための意図的なドーピングではない」との見方を示したものの、薬の一成分が禁止リストにあることを確認した。UEFAは同年12月17日、セルゲイ・イグナシェヴィッチとともに、1試合（グループリーグ最終節のベシクタシュJK戦）の出場停止処分を科した
。最終節の試合には出られなかったものの、CSKAはグループリーグを突破。UEFAチャンピオンズリーグ決勝トーナメント1回戦の1stレグ2ndレグのセビージャ戦ではスタメンで出場し、ロシアクラブ初のベスト8進出に貢献をした。2018年7月21日、双子の兄のヴァシリ・ベレズツキーと共に現役引退を発表した。

### 代表
2003年2月12日、キプロス代表戦でロシア代表デビューを果たした。
2008年3月26日のルーマニア戦 (0-3) ではキャプテンを務めた。同年5月のカザフスタン戦を最後に、しばらく出場機会に恵まれなかったが、2009年9月5日のリヒテンシュタイン戦で、1年4か月ぶりとなる出場を果たした。以降は手薄な守備陣のバックアッパーとして重宝されている。
UEFA EURO 2012開幕直前で故障離脱した双子の兄のヴァシリ・ベレズツキーの代役として指名された。だがCSKAモスクワの同僚でありながら、イグナシェヴィッチとの意思疎通が上手く図れず、失点こそ少なかったものの、守備陣に混乱を招いた。チームもグループリーグ敗退に終わるなど、戦犯の一人となってしまった。

### 指導者
現役引退後は兄ヴァシリとともにレオニード・スルツキー監督のアシスタントコーチとしてSBVフィテッセで指導者としてのキャリアをスタートさせた。フィテッセ退団後、キャリアを通じてヴァシリとは初めて別々の道を歩み始め、2021年2月にヴィクトル・ゴンチャレンコ監督率いるCSKAモスクワのアシスタントコーチに就任。同年3月にゴンチャレンコ監督が退任し、翌月にはFCクラスノダールの監督に就任し、ヴァシリも同チームのアシスタントコーチに就任したが、アレクセイはチームに残り、後任となったイヴィツァ・オリッチ監督を支えた。同年7月にオリッチ監督が解任された後は暫定監督としてチームを率いた。
2021年7月19日、CSKAモスクワの正式な監督として就任した。

## 人物
- PFC CSKAモスクワのチームメイトで、同じくロシア代表のヴァシリ・ベレズツキーは双子の兄。
- 既婚者であり、娘（アリオナ）がいる。

## 個人成績
| クラブ                             | ディヴィジョン | シーズン | リーグ | リーグ | カップ | カップ | 欧州カップ戦 | 欧州カップ戦 | Total | Total |
| クラブ                             | ディヴィジョン | シーズン | 試合   | 得点   | 試合   | 得点   | 試合         | 得点         | 試合  | 得点  |
| ---------------------------------- | -------------- | -------- | ------ | ------ | ------ | ------ | ------------ | ------------ | ----- | ----- |
| トルペド-ZILモスクワ               | 1部            | 2000     | 2      | 0      | 0      | 0      | —            | —            | 2     | 0     |
| トルペド-ZILモスクワ               | Total          | Total    | 2      | 0      | 0      | 0      | 0            | 0            | 2     | 0     |
| FCチェルノモレツ・ノヴォロシースク | プレミア       | 2001     | 14     | 1      | 0      | 0      | —            | —            | 14    | 1     |
| FCチェルノモレツ・ノヴォロシースク | Total          | Total    | 14     | 1      | 0      | 0      | 0            | 0            | 14    | 1     |
| PFC CSKAモスクワ                   | プレミア       | 2002     | 16     | 0      | 1      | 0      | 2            | 0            | 19    | 0     |
| PFC CSKAモスクワ                   | プレミア       | 2003     | 30     | 0      | 3      | 0      | 1            | 0            | 34    | 0     |
| PFC CSKAモスクワ                   | プレミア       | 2004     | 27     | 0      | 2      | 0      | 10           | 0            | 39    | 0     |
| PFC CSKAモスクワ                   | プレミア       | 2005     | 27     | 2      | 8      | 0      | 15           | 1            | 50    | 3     |
| PFC CSKAモスクワ                   | プレミア       | 2006     | 29     | 0      | 8      | 0      | 8            | 0            | 45    | 0     |
| PFC CSKAモスクワ                   | プレミア       | 2007     | 26     | 0      | 4      | 0      | 8            | 0            | 38    | 0     |
| PFC CSKAモスクワ                   | プレミア       | 2008     | 24     | 2      | 3      | 0      | 5            | 2            | 32    | 4     |
| PFC CSKAモスクワ                   | プレミア       | 2009     | 16     | 0      | 3      | 0      | 9            | 0            | 28    | 0     |
| PFC CSKAモスクワ                   | プレミア       | 2010     | 23     | 1      | 1      | 0      | 8            | 0            | 32    | 1     |
| PFC CSKAモスクワ                   | プレミア       | 2011-12  | 40     | 0      | 5      | 0      | 10           | 0            | 55    | 0     |
| PFC CSKAモスクワ                   | Total          | Total    | 258    | 5      | 38     | 0      | 76           | 2            | 372   | 7     |
| 通算                               | 通算           | 通算     | 274    | 6      | 38     | 0      | 76           | 2            | 388   | 8     |

## 獲得タイトル
PFC CSKAモスクワ
- ロシアサッカー・プレミアリーグ：5回 (2003, 2005, 2006, 2012-13, 2013-14)
- ロシア・カップ：7回 (2002, 2005, 2006, 2008, 2009, 2011, 2013)
- ロシア・スーパーカップ：5回 (2004, 2006, 2007, 2009, 2013)
- UEFAカップ：1回 (2005)